# 真渤特別区
真渤特別区（しんぼく-とくべつく）は汪兆銘政権華北政務委員会により設置された河北省の特別区。

## 沿革
1940年（民国29年）5月29日に設置された。

## 行政区画
廃止直前下部の22県を管轄した。（50音順）
- 安平県
- 冀県
- 岐城県
- 棗強県
- 饒陽県
- 景県
- 献県
- 呉橋県
- 交河県
- 故城県
- 深県
- 晋県
- 新河県
- 深沢県
- 束鹿県
- 東光県
- 南皮県
- 武強県
- 武邑県
- 衡水県
- 寧津県
- 寧晋県